# گروسفارگولا
گروسفارگولا (به آلمانی: Großvargula) یک شهر در آلمان است که در اونستروت-هاینیش واقع شده‌است. گروسفارگولا ۷۶۹ نفر جمعیت دارد.